# Pomnik „Rzeź Wołyńska” w Domostawie

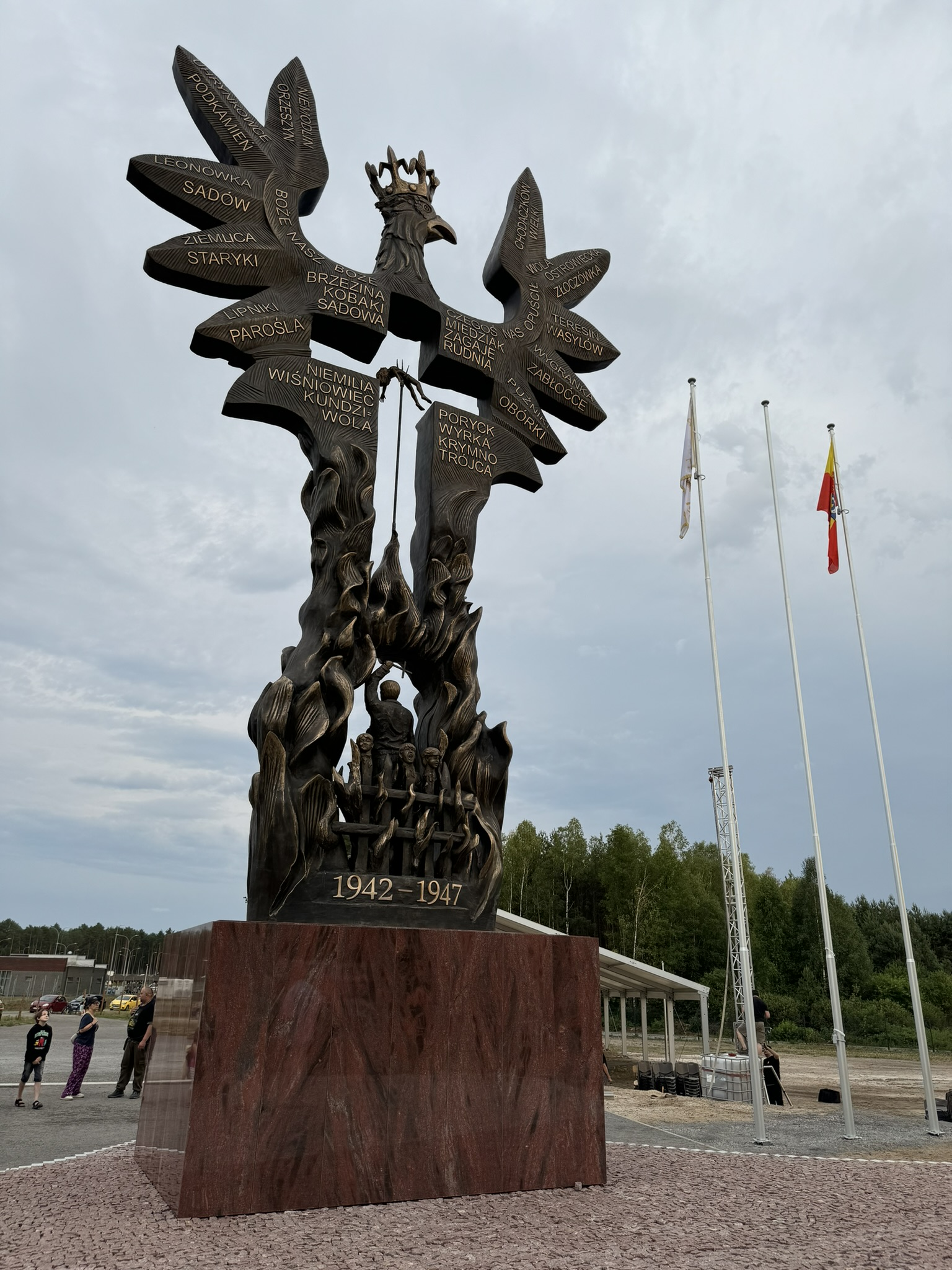
Pomnik Rzezi Wołyńskiej – rewers

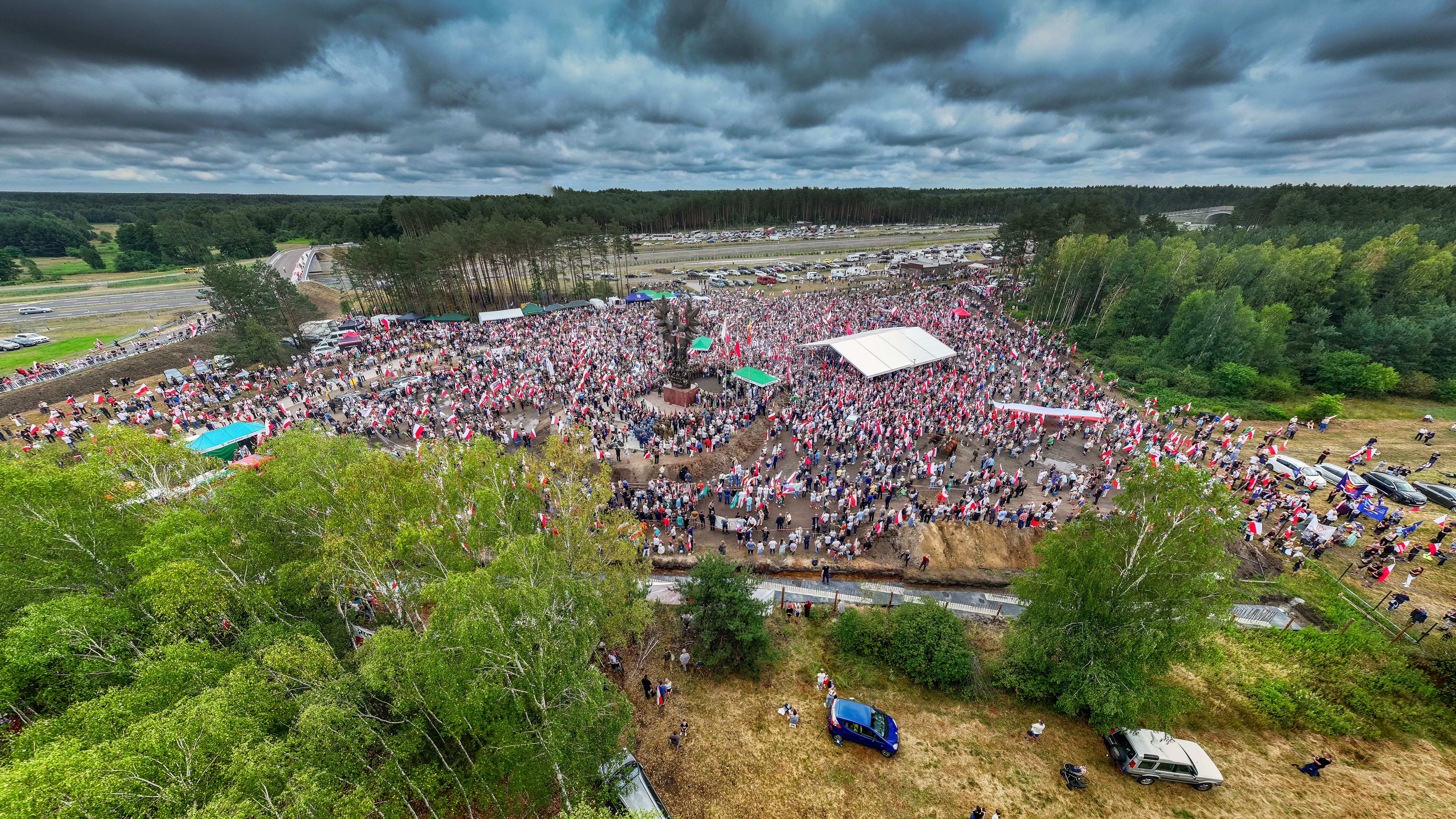
Uroczystość odsłonięcia pomnika "Rzeź Wołyńska" w Domostawie

Pomnik „Rzeź Wołyńska” w Domostawie – pomnik znajdujący się w miejscowości Domostawa w województwie podkarpackim, wzniesiony w roku 2024 w pobliżu miejsca obsługi podróżnych „Bukowa – kierunek Rzeszów” przy drodze ekspresowej S19. Poświęcenie i odsłonięcie pomnika nastąpiło 14 lipca 2024, w 81. rocznicę kulminacji masowych zbrodni na Polakach na Wołyniu.
Autorem pomnika jest Andrzej Pityński. 14-metrowy pomnik waży 14 ton i ma kształt orła, którego korpus jest umieszczony w płomieniach. Całkowita wysokość monumentu razem z cokołem wynosi 20 metrów.
W środku monumentu znajduje się wycięty krzyż, a w nim trójzębne widły, symbolizujące tryzub, na które nabite jest ciało dziecka. U jego podstawy z jednej strony (awers), znajduje się rodzina z dziećmi – matka z dzieckiem na rękach – w płomieniach, a z drugiej (rewers), znajdują się głowy dzieci nabite na sztachety płotu, również umieszczone w płomieniach. W górnej części pomnika, na skrzydłach orła, umieszczone zostały nazwy miejscowości, w których doszło do mordów dokonywanych przez UPA.
Oficjalna nazwa tego miejsca to: Memoriał Ofiar Ludobójstwa na Kresach Wschodnich.

## Historia
Pomnik budził skrajne emocje ze względu na zawarty w nim drastyczny przekaz, jednak, jak przekonywał twórca i fundatorzy, zbrodnie UPA na ludności polskiej na Wołyniu i w Małopolsce Wschodniej były bardzo drastyczne, i taki też powinien być pomnik, aby ukazać ogrom zbrodni. Rzeźba została odlana w brązie w Gliwickich Zakładach Urządzeń Technicznych w 2018 roku. Fundatorzy chcieli, by pomnik był darem dla Narodu Polskiego od polskich weteranów ze Stanów Zjednoczonych oraz Kanady. Zobowiązali się do poniesienia wszelkich kosztów związanych z adaptacją miejsca pod pomnik, budową cokołu oraz transportem pomnika z Gliwic i jego montażu. Pierwotnie pomnik miał zostać odsłonięty 11 lipca 2018 roku, w 75. rocznicę rzezi wołyńskiej. Pomimo usilnych starań amerykańskich weteranów, nie udało się jednak znaleźć w Polsce lokalizacji. Nie chciały go postawić na swoim terenie: Jelenia Góra, Rzeszów, Toruń i Stalowa Wola.
W 2018 powołano Społeczny Komitet Budowy Pomnika, w którego skład weszli m.in. pisarz Stanisław Srokowski, dziennikarz Witold Gadowski, dr hab. Andrzej Zapałowski, dr hab. Włodzimierz Osadczy, dr Witold Zych, Dionizy Garbacz. Pierwszym prezesem Komitetu był ks. Tadeusz Isakowicz-Zaleski, po śmierci zastąpił go ks. Antoni Moskal, proboszcz parafii Matki Bożej Wspomożenia Wiernych w Pielni w archidiecezji przemyskiej, kustosz pamięci o mieszkańcach wsi Borownica w gminie Bircza i innych wsi w Bieszczadach, pomordowanych w latach 1939–1947 przez ukraińskich nacjonalistów.
W dniu 6 sierpnia 2025 pomnik został zdewastowany. Namalowano na nim banderowską czerwono-czarną flagę oraz napis „Sława UPA”.

### Odsłonięcie pomnika
W 2021 roku Rada Gminy Jarocin zdecydowała o tym, by pomnik stanął w Domostawie. Wójt gminy jeszcze w 2018 roku uzgodnił tę lokalizację z autorem. Wyrazili na nią zgodę także fundatorzy monumentu.
Uroczystość oficjalnego odsłonięcia pomnika miała miejsce 14 lipca 2024 roku, trzy dni po 81. rocznicy Krwawej Niedzieli. Uroczystość rozpoczęto nabożeństwem polowym, któremu przewodniczył ks. Antoni Moskal. Przecięcia wstęgi dokonali Zbigniew Walczak, Tomasz Podpora, ks. Antoni Moskal, Aniela Olszówka, Jolanta Wołoszyn, Grażyna Pityńska-Kumik, Zygmunt Bielski, Witold Zych, Mieczysław Wójcik, Witold Listowski i Tomasz Ziemski.
Uroczystość zgromadziła 20 tys. osób, wśród gości byli m.in. wójt Gminy Jarocin Tomasz Podpora, członkowie Rady Gminy Jarocin oraz Posłowie na Sejm RP: Andrzej Zapałowski, Grzegorz Braun, Tomasz Buczek, Krzysztof Tuduj, Bartłomiej Pejo, Włodzimierz Skalik, Roman Fritz, Tadeusz Samborski, Jerzy Materna i Paweł Jabłoński.
Andrzej Pityński (pośmiertnie), Zbigniew Walczak oraz Rada Gminy Jarocin, a także historyk dr Witold Zych, zostali laureatami Nagrody im. Witolda Hulewicza. Przyznano ją za decyzję o przyjęciu pomnika upamiętniającego rzeź wołyńską i postawieniu go przy Via Carpatia.
Odsłonięcie tego pomnika na terenie Polski miało jeszcze jedno ważne znaczenie. Od tego Andrzej Pityński uzależnił swoje pochowanie w Polsce. Uroczystości pogrzebowe rozpoczęły się 26 października 2024 mszą św. w kościele parafialnym pw. św. Jana Chrzciciela i św. Barbary w Ulanowie. Urna z prochami rzeźbiarza została złożona na miejscowym cmentarzu Świętej Trójcy.